# En pyjamas för två
En pyjamas för två (engelska: Lover Come Back) är en amerikansk romantisk komedifilm från 1961 i regi av Delbert Mann. Detta är den andra av tre filmer som Doris Day, Rock Hudson och Tony Randall spelade i tillsammans, de två andra är Jag hatar dej, älskling (1959) och Skicka inga blommor (1964).

## Rollista i urval
- Rock Hudson - Jerry Webster
- Doris Day - Carol Templeton
- Tony Randall - Peter 'Pete' Ramsey
- Edie Adams - Rebel Davis
- Jack Oakie - J. Paxton Miller
- Jack Kruschen - Doktor Linus Tyler
- Ann B. Davis - Millie, Carols sekreterare
- Joe Flynn - Hadley
- Howard St. John - Mr. John Brackett
- Karen Norris - Kelly, Jerrys sekreterare
- Jack Albertson - Fred
- Charles Watts - Charlie
- Donna Douglas - Deborah, Peters sekreterare